# Agence des infrastructures de transport de Finlande
L'agence des infrastructures de transport de Finlande (finnois : Väylävirasto, suédois : Trafikverket ou Väylä) est une agence gouvernementale dépendant du ministère des Transports et des Communications chargé des transports en Finlande.

## Présentation
Au 1er janvier 2010, l'agence a succédé à l'administration ferroviaire finlandaise (RHK) et une partie des attributions de l'ancienne administration maritime finlandaise (finnois : Merenkulkulaitos, suédois : Sjöfartsverket) et de l'Administration finlandaise des routes (finnois : Tiehallinto, suédois : Vägförvaltningen).
Au début de 2019, l'agence finlandaise des transports a changé de nom pour devenir Väylävirasto et certaines de ses fonctions ont été transférées à la nouvelle agence finlandaise des transports et des communications, Traficom.

## Domaines de responsabilité

### Réseau routier
Le réseau routier de Finlande est constitué de routes nationales, principales, régionales et transversales, de voiries municipales et de routes privées. 
En partenariat avec les quinze centres ELY, Väylä est chargée de l'entretien et du développement du réseau routier public.
Väylä entretient 78 000 kilomètres de routes, dont environ 50 000 kilomètres sont revêtues. 
Le réseau routier finlandais a une longueur totale de 454 000 km, dont environ 350 000 km sont des propriétés privées. Il existe en Finlande 5 000 kilomètres de chemins piétonniers et de pistes cyclables.

### Réseau ferroviaire
Väylä est responsable de la planification, de la construction, de la maintenance et du contrôle de la circulation du réseau ferroviaire de Finlande. 
Le principal utilisateur du réseau ferroviaire est la société VR, mais cette situation devrait changer avec le programme de réforme ferroviaire du gouvernement Sipilä.
À la fin de 2014, la longueur totale du réseau ferroviaire finlandais s'éleve à 5 944 kilomètres, dont 3 256 km sont électrifiés. 
Väylä consacre environ 200 millions d'euros à la maintenance de l'infrastructure ferroviaire chaque année.

### Voies navigables
Väylä entretient environ 8 300 kilomètres de chenaux côtiers et 8 000 kilomètres de voies navigables intérieures du réseau de voies navigables finlandais.